# Francisca Sánchez Jiménez
Francisca Sánchez Jiménez (Ceuta, 1957) es una Catedrática de Bioquímica y Biología Molecular española en la Universidad de Málaga.

## Trayectoria
Francisca Sánchez Jiménez nació en Ceuta en 1957 y estudió la carrera de Biología en la Universidad de Granada (1979). Se doctoró en Biología por la Universidad de Málaga (UMA) en 1984, investigando el nitrogenado tumoral y metabolismo energético, y realizó dos postdoctorales en la Universidad Católica de Roma, y en la Universidad de California (Estados Unidos). Tras terminar estos contratos volvió a la UMA, donde implantó en la asignatura de Biología Molecular y Bioquímica tecnologías propias al estudio del cáncer. Es fundadora del grupo de investigación PAIDI-BIO267, grupo que forma parte del CIBER de Enfermedades Raras (CIBERER).
Sus líneas de investigación se aplican al cambio de la biomedicina, especialmente en oncología y enfermedades raras. Ha sido pionera en España en estudiar la técnica PCR (Reacción en Cadena de la Polimerasa), donde ha sido aplicada a muestras humanas con fines cuantitativos. Ha publicado más de 150 trabajos científicos y ha sido directora de 13 tesis doctorales. También ha parcipiado en disitntas redes de investigación, como acciones COST, Proyectos y Redes Europeas, Sociedad Española de Bioquímica y Biología Molecular, CIBERER (Centro de Investigación Biomédicas en Red de Enfermedades Raras), y otras. También ha sido vicedecana de la Facultad de Ciencias de la UMA y evaluadora en agencias como la Administración Nacional de Educación Pública (ANEP) y la Agencia Nacional de Evaluación de la Calidad y Acreditación (ANECA). Consiguió la cátedra en octubre de 2002 y se jubiló en octubre de 2017.

## Premios y reconocimientos
- Premio de la AEEC a Tesis Doctoral[2]
- X Premio Malagueños de hoy (2014)[5]